# Oggetti non stellari nella costellazione di Pegaso
Principali oggetti non stellari visibili nella costellazione di Pegaso.

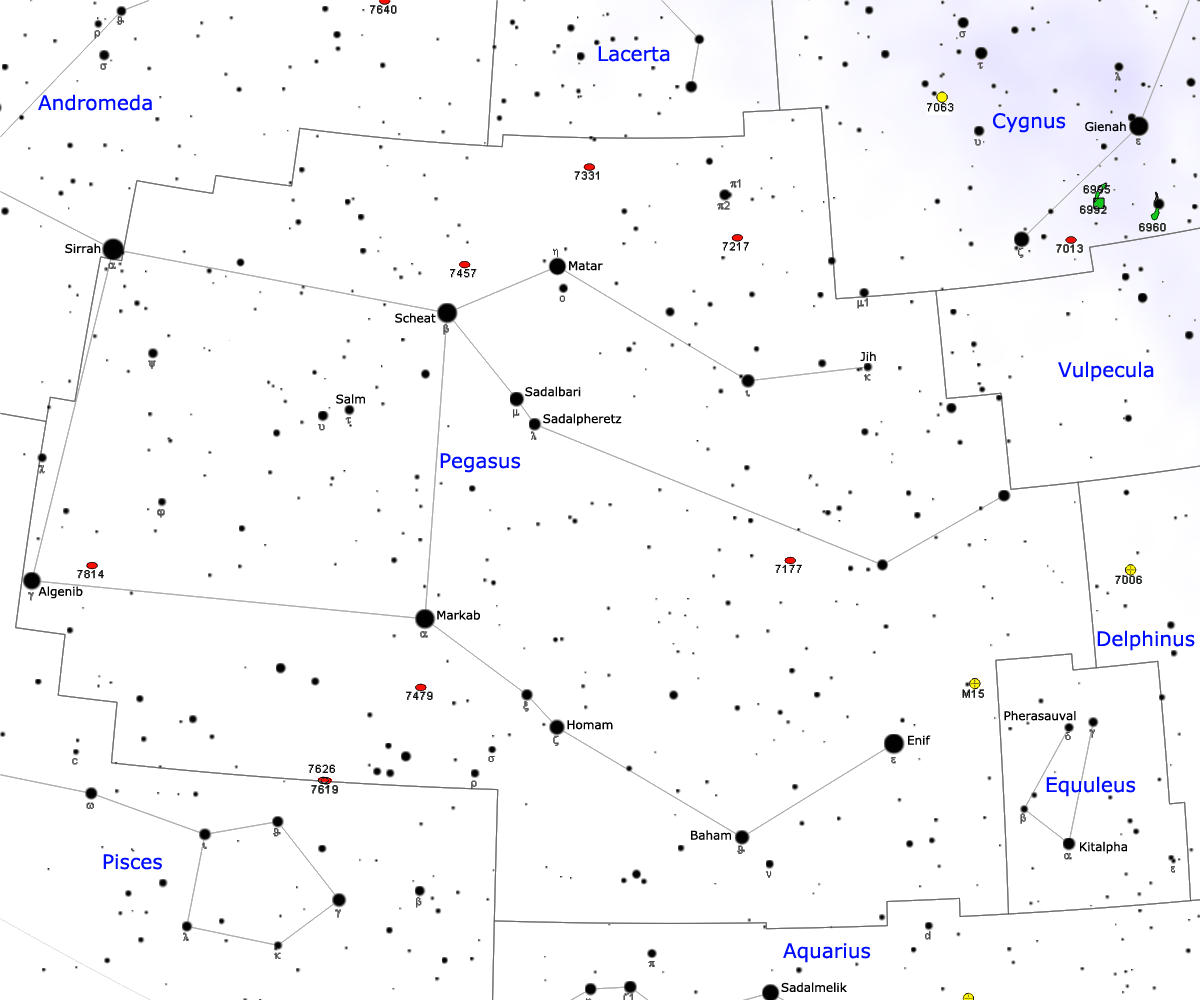
Mappa della costellazione di Pegaso.

## Ammassi globulari
- M15

## Nebulose diffuse
- Sh2-122

## Galassie
- 2MASX J22014163+1151237
- Galassia nana irregolare di Pegaso
- Galassia nana sferoidale di Pegaso
- Markarian 335
- NGC 1
- NGC 2
- NGC 9
- NGC 22
- NGC 7177
- NGC 7217
- NGC 7318 (coppia di galassie)
- NGC 7331
- NGC 7457
- NGC 7479
- NGC 7742
- NGC 7814
- NGC 7817
- NGC 7819
- Quintetto di Stephan
- UGC 12158

## Ammassi di galassie
- Abell 2390
- Superammasso di Pegaso-Pesci
- Superammasso di Pegaso-Pesci B
- Superammasso di Perseo-Pegaso A
- Superammasso di Perseo-Pegaso B

## Supernove
- SN 2025rbs